# Gioan Vương Nhân Lôi
Gioan Vương Nhân Lôi (sinh 1970, tiếng Trung:王仁雷, tiếng Anh:John Wang Ren-lei ) là một giám mục được chính quyền Trung Quốc hậu thuẫn và gây sức ép để tấn phong. Ông được chính quyền Trung Quốc trao cho trách vụ Giám mục Chánh tòa Giáo phận Từ Châu. Ông hiệp thông hoàn toàn với Tòa Thánh và được công nhận chức giám mục của mình năm 2011.

## Tiểu sử
Giám mục Lôi sinh ra tại Trung Quốc vào tháng 4 năm 1970. Sau khoảng thời gian dài học hỏi về Công giáo, tháng 8 năm 1996, Phó tế Vương Nhân Lôi được phong chức linh mục. Năm 2006, Giám mục Chánh tòa Giáo phận Từ Châu mà Trung Quốc tấn phong trái phép năm 1959 là Tôma Tiền Dư Vinh (đã hiệp thông với Giáo hội Công giáo Rôma, đã 95 tuổi, cần giám mục kế vị. Vì thế, chính quyền Trung Quốc đề bạt linh mục Lôi vào vị trí này, và ông đã trúng cử chức vụ Giám mục Chánh tòa Giáo phận Từ Châu. Phía Giáo hội Công giáo Rôma không chấp nhận việc tự phong này của chính quyền Trung Quốc. Dưới sức ép từ phía chính quyền Trung Quốc, các giám mục Trung Quốc đã phải đặt tay tấn phong cho Tân giám mục bất hợp thức này vào ngày 30 tháng 11 năm 2006.
Năm 2011, giám mục Vinh về hưu, ông chính thức kế nhiệm chức giám mục chính tòa giáo phận này. Tòa Thánh quyết định công nhận chức giám mục Từ Châu của ông cũng trong năm này.